# Pi insigne
El pi insigne, pi de Monterrey o pi de Califòrnia (Pinus radiata) és una espècie de conífera de la família Pinaceae originària del litoral i illes de Califòrnia on ocupa una petita àrea des d'on s'ha estès per tot el món mitjançant repoblacions forestals atès el seu ràpid creixement, per l'obtenció de fusta destinada a la fabricació de pasta de paper, d'embalatges i de bigam de mines.

## Característiques
Arbre de 30 a 40 metres d'alçària, tronc recte i ritidoma gruixut de color gris-vermellós, profundament esquerdat amb fissures orientades més o menys paral·lelament i que poden arribar als 15 cm de profunditat. La copa té forma cònica amb les branques horitzontals ascendents, fosques, glabres i amb les gemmes resinoses. Fulles aciculars agrupades de tres en tres, llargues de 7 a 15 cm, primes, de color verd brillant, amb una disposició molt densa. Estròbils llargs, ovoides de 7 a 15 cm de longitud i molt asimètric a la base agrupats per parelles o en verticils de 3 a 5, amb l'apòfisi de les esquames molt prominents. Llavor de 5 a 8 mm de longitud.

## Ecologia
És una espècie molt sensible al fred i a les gelades, prefereix climes suaus, litorals amb abundant humitat atmosfèrica. Aguanta bé el vent. Li agraden els sòls sorrencs, àcids i profunds. Fora de les seves condicions òptimes es torna molt sensible a la processionària del pi.

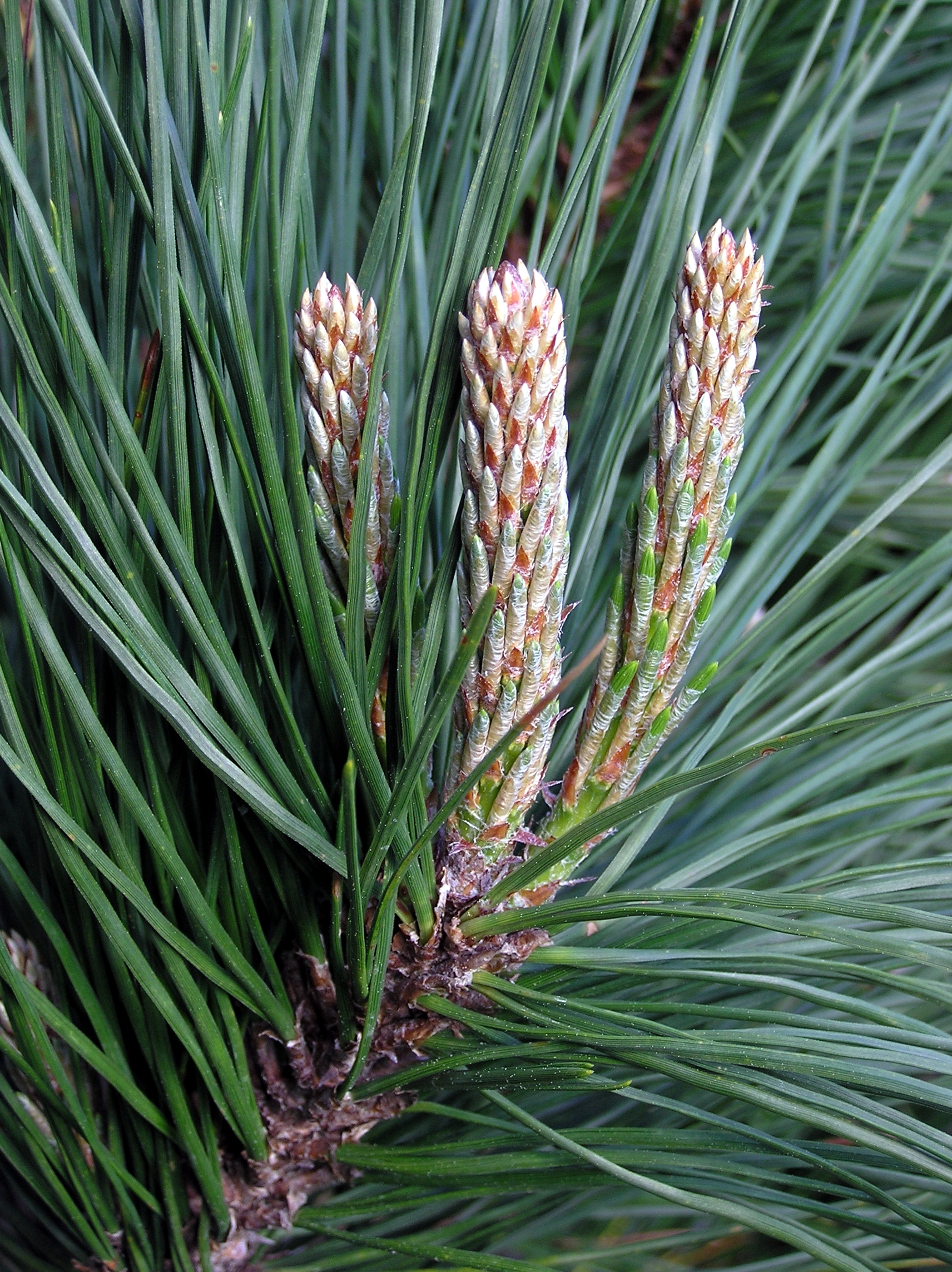
acícules
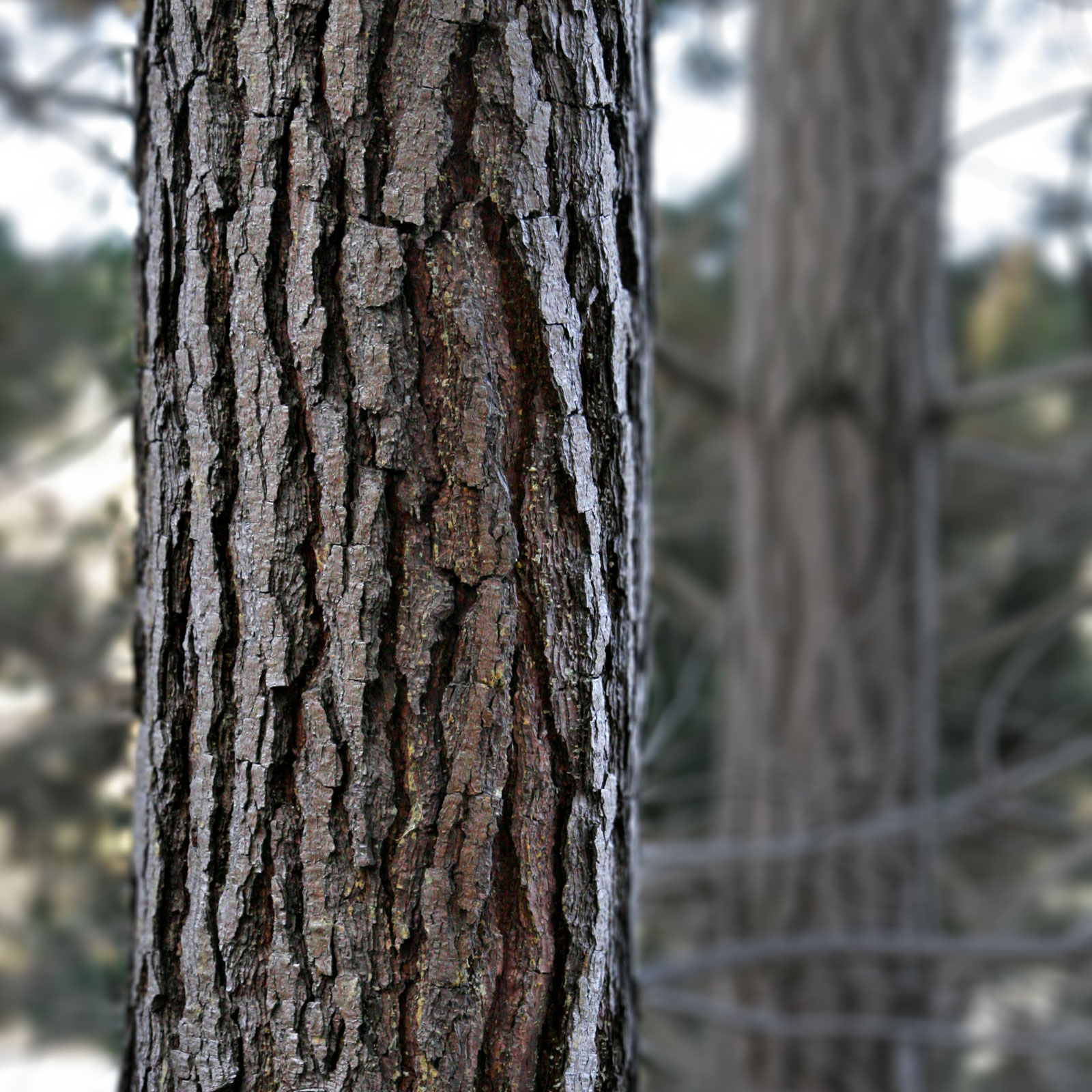
escorça
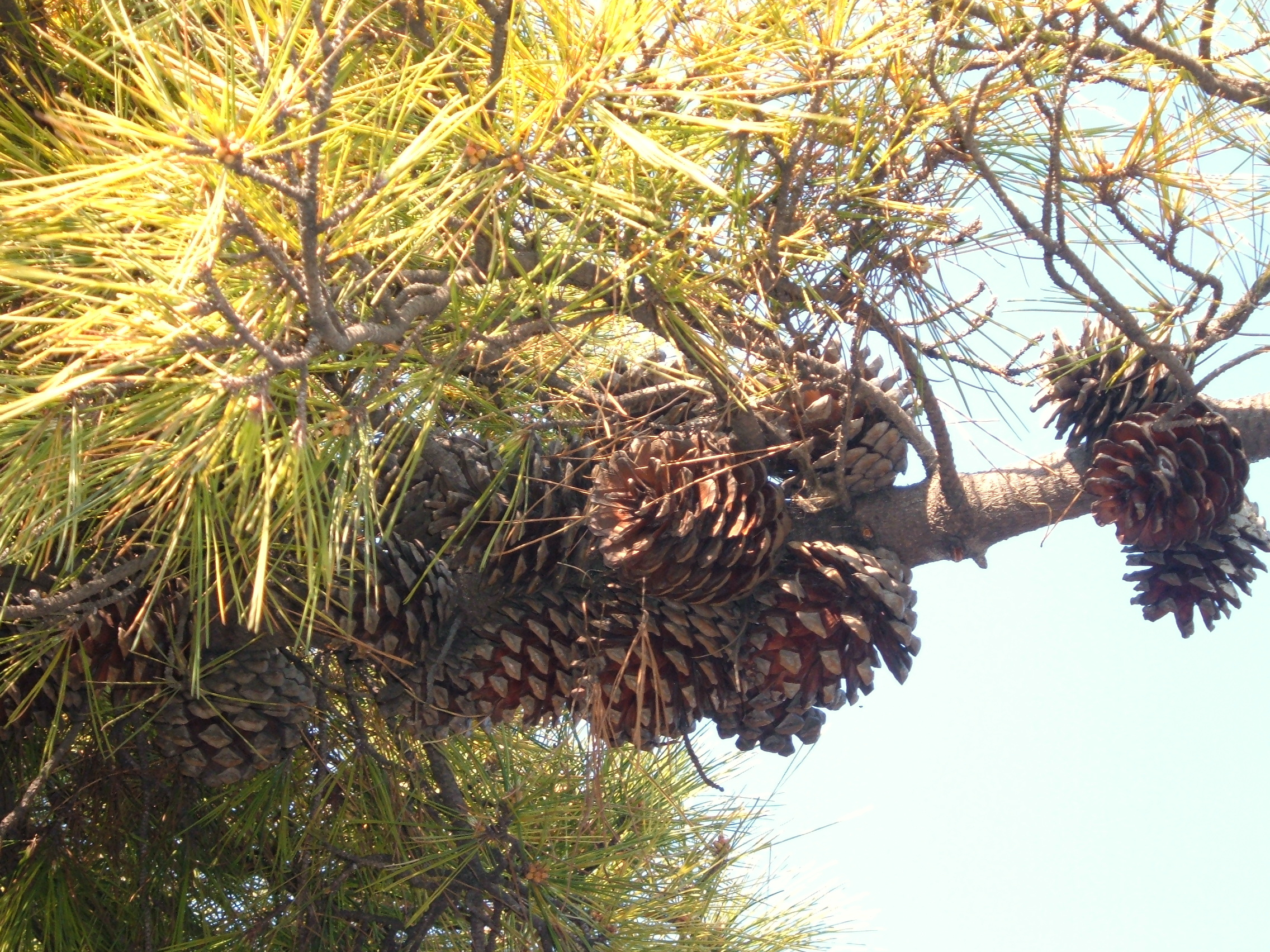
Pinyes